# William Tepper
William Tepper (Bronx, 27 giugno 1948 – 4 ottobre 2017) è stato un attore, sceneggiatore e produttore cinematografico statunitense.

## Biografia
Terminò la sua carriera da attore nel 1983 con il film Bachelor Party - Addio al celibato. Nel 2006 si prestò come sceneggiatore e produttore per il film Grilled.
È morto nel 2017 a 69 anni per un infarto.

## Filmografia

### Attore
- Yellow 33 (Drive, He Said) (1971)
- Call Her Mom – film TV (1972)
- Ironside – serie TV, 1 episodio (1973)
- Kojak – serie TV, 1 episodio (1974)
- La donna giusta (1982)
- All'ultimo respiro (Breathless) (1983)
- Bachelor Party - Addio al celibato (Bachelor Party) (1984)

### Sceneggiatore
- La donna giusta (1982)
- Grilled (2006)

### Produttore
- Heart Beat (1980)
- Grilled (2006)